# Henning Heidemanns
Henning Heidemanns (geb. Schmidt) (* 16. Februar 1958 in Nenkersdorf, Kreis Siegen) ist ein deutscher politischer Beamter. Er war von 2009 bis 2014 Staatssekretär im Ministerium für Wirtschaft und Europaangelegenheiten des Landes Brandenburg. 2014 war Heidemanns Beauftragter des Ministers für Open Government Data im Ministerium des Innern des Landes Brandenburg. Im November 2014 wurde Heidemanns in den einstweiligen Ruhestand versetzt.

## Leben und Beruf
Nach der Schule studierte Heidemanns Wirtschaftswissenschaften in Gießen und schloss dort 1981 als Diplom-Ökonom ab. Anschließend war er bis 1985 wissenschaftlicher Mitarbeiter am Lehrstuhl für Finanzwissenschaft der Universität Saarbrücken. Von 1985 bis 1988 war er als Referent im Bundesministerium der Finanzen tätig, danach bis 1990 ebenfalls als Referent bei der SPD-Fraktion im Deutschen Bundestag.
Sein Einstieg in die Landesverwaltung Brandenburgs erfolgte im November 1990. Heidemanns wurde zunächst Leiter des Ministerbüros und Pressesprecher von Finanzminister Klaus-Dieter Kühbacher (SPD). Nach dem Wechsel an der Ressortspitze wurde Heidemann 1995 Referatsleiter für Beteiligungsverwaltung. Ab 1996 übernahm er die Leitung der Haushaltsabteilung. 2003 wechselte er in die Staatskanzlei, war dort als Abteilungsleiter zunächst verantwortlich für Planung und Strukturpolitik und übernahm noch im gleichen Jahr die Abteilung für Bürokratieabbau, Demografie und Service.

## Politik
Seit 2009 war Heidemanns Staatssekretär im von Ralf Christoffers (Die Linke) geführten Ministerium für Wirtschaft und Europaangelegenheiten des Landes Brandenburg. Da er in wichtigen Förderprojekten eine deutlich andere Meinung als sein Minister vertrat, versuchte dieser im September 2013 und im Januar 2014 seinen Staatssekretär loszuwerden, was aber jeweils am Veto des Ministerpräsidenten scheiterte. Am 1. Februar wurde bekannt, dass sich Christoffers durchgesetzt hatte und Heidemanns ins Innenministerium abgeordnet werden würde. Seit dem 1. Februar 2014 war Henning Heidemanns „Beauftragter des Ministers für Open Government Data“, einer für ihn neu geschaffenen Stelle. Seinem Amtsantritt ging eine Überstellung Heidemanns vom Wirtschafts- in das Innenministerium durch Christoffers voraus. Sein bisheriges Amt sollte bis zur Landtagswahl im Herbst unbesetzt belieben; die Aufgaben würden von anderen wahrgenommen.